# Системная интеграция Казахстана
Системная интеграция (СИ) в Казахстане  – создание, сопровождение и развитие информационной структуры или комплекс программных и технических средств для полной работы с информацией. Была начата в начале 90-х гг. в ответ на потребности экономики страны и стала флагманом казахстанского рынка информационных технологий.
С 1993 по 2014 годы СИ в Казахстане прошла путь от 100%-го дистрибьюторства информационно-технических решений до появления казахстанских разработок, доля которых в общем объеме СИ на 2014 год пока составляет не более 10%.

## История
В начале 90-х годов в Казахстане появилось множество компаний, созданных группами специалистов, в основном программистов, для оказания услуг по разработке решений СИ. Спрос на СИ в то время был низким. Со времен бывшего СССР предприятия Казахстана уже были оснащены отделами автоматизации и вычислительной техники и время реальной потребности в СИ еще не пришло. Компании были вынуждены скорее заниматься торговлей компьютерной техникой и комплектующими. В 1995 году некоторые из них все-таки сумели сфокусироваться на СИ. Впрочем, торговля оборудованием и сегодня остается одним из направлений СИ Казахстана.
Новое тысячелетие стало новой эрой СИ Казахстана. Потребность клиентов в сетевых решениях, взамен ранее существующей автономии ПК, породило множество желающих заниматься СИ. Рынок казахстанской СИ формировался вслед за возрастающими требованиями клиентов. Если ранее участие СИ в проектах ограничивалось лишь созданием вычислительных систем на базовом уровне, то теперь стояла необходимость решать все прикладные задачи клиентов. Это привело к росту интеллектуальной составляющей СИ Казахстана. С 2000-х годов в Казахстан устремились крупные международные разработчики и вендеры услуг и оборудования СИ, открывшие локальные представительства в стране и организующие множество специальных мероприятий.  Казахстанские системные интеграторы профессионально росли, сотрудничая с HP, CommScope SYSTIMAX, CISCO Systems, Microsoft, General Electric, Avaya Communications, Anixter, Radyne ComStream, Prodelin, Patton, Powerware, WaiLAN, CommSystems, Gamatronic и др. Как и во всем мире появилась практика цивилизованного выбора партнера по СИ. В 2002 году начали создаваться первые медиа, освещающие рынок автоматизации, в том числе IT-специфику, включая СИ.
Кризисный 2009 год стал своеобразным «challenging» вызовом для СИ Казахстана и также временем обновления. Возросла роль консалтинга в СИ. Начался новый процесс трансформации казахстанского рынка СИ: все больше компаний выбирают отдельную специализацию в СИ. Крупнейшие системные интеграторы Казахстана работают по всем категориям СИ и развивают рынок интеграционного аутсорсинга, привлекая для решения специфичных задач субподрядчиков.
Несмотря на возрастающую потребность в СИ, лицо заказчиков в Казахстане не меняется. Основными потребителями СИ остаются государство и крупный бизнес с численностью сотрудников от 1000 чел. При этом меняется порядок финансирования проектов СИ от затратного к инвестиционному.
В 2014 году в Казахстане существовало несколько объединений, представляющих интересы СИ и сетевых инженеров, среди который Казахстанская Ассоциация IT-компаний, Ассоциация IT-менеджеров и др. Проводится конкурс IT-проектов.
Основным драйвером развития СИ остается государственная программа Казахстана по построению государства инновационного типа сроком до 2020 года. Для помощи СИ в Казахстане был организован Национальный инфокоммуникационный холдинг «Зерде». В Послании главы государства говорится, что к 2030 году через Казахстан должно проходить не менее 2-3% мировых информационных потоков, а к 2050 году – не менее 5%.

## Показатели
Достоверно оценить объем рынка казахстанской системной интеграции пока сложно. Во-первых, СИ всегда только в примерном показателе включена в рынок IT, во-вторых, под рынком IT принято считать почти все, включая автоматизацию и связь, из-за чего периодически возникают недоразумения. В третьих, пока нет единого стандарта и методики подсчета показателей СИ.
Предполагается, что на долю СИ в Казахстане приходится приблизительно 15% от общего объема «IT-рынка», пик которого пришелся на 2013 год и составил около 2 млрд долларов США.
Данные инвестиционного отчета Нацбанка РК за 9 месяцев 2014 года пока зафиксировали отсутствие роста IT-отрасли в Казахстане. В целом же с 2005 года динамика IT-отрасли Казахстана положительная и по рейтингу Международного  Союза  Электросвязи  (МСЭ)  Казахстан  за  2013  г.  поднялся  с  72  места  на  68  по  индексу  развития  ИКТ.
Основным заказчиком IT-технологий и СИ является государственный сектор Казахстана – 35%, нефтяной сектор составляет 8%, телекоммуникации - 22%, финансовый сектор – 21%, производство – 11% и 3% приходится на строительный рынок.

## Специфика
СИ в Казахстане развивается за счет поддержки государством IT-отрасли, поэтому наблюдается зависимость от государственного и квазигосударственного сектора (государство и национальные компании) и невысокий уровень диверсификации IT-компаний по секторам экономики.
Государственные проекты СИ настолько объемны, что крупные системные интеграторы не считают себя конкурентами, объединяясь для обслуживания одного проекта.
Большинство бизнес-компаний в Казахстане не имеют IT-стратегию, как часть бизнес-стратегии. Работники компаний не используют в полной мере возможности установленного дорогостоящего многофункционального ПО. И СИ не рассматривается, как драйвер бизнеса.
Рынок СИ испытывает проблему с кадрами. Компании СИ фактически являются кузницей кадров – инженеров и менеджеров в области информационных технологий, но сами находятся в постоянной необходимости подготовки специалистов.
Все это сдерживает развитие СИ в Казахстане.

## Системные интеграторы Казахстана
В Казахстане много компаний СИ, но реально отвечают всем современным требованиям рынка немногие. Они не склонны сравнивать себя с любой деятельностью в сфере IT и, как правило, выдерживают следующие критерии:
1. Имеют широкий портфель решений, включая комплексные решения.
2. Располагают проектным бюро
3. Разработали свою методологию
4. Приветствуют проекториентированный подход
5. Нацелены на сокращение издержек клиента

В Казахстане насчитывается не более 16 компаний, которые справедливо могут именовать себя системными интеграторами:
- ALSI
- АсауКом
- https://www.ayacom.kz/
- Polymedia
- ASB
- ASTEL
- Advantek Systems
- Artwell
- Asia-Soft
- AVENCOM
- Eximar
- Nortex Link
- Newtech
- Polixel-Kazahstan
- RayCom
- Skymax Technologies
- Tandem TVS
- TNS Service
- Winncom Technologies
- X NET System Integrator

## Проекты
За 20-летний период в Казахстане реализовано много проектов СИ. Крупнейшие и интересные стабильно относятся к государственной или банковской сфере или НК РК. Одними из первых масштабных проектов СИ в Казахстане стало внедрение структурированной кабельной системы на 1500 портов в Национальном Банке РК, масштабный двухэтапный проект для «КазТрансОйла» — 5000 км  волоконно-оптической связи. Самыми крупными стали: Государственная программа Казахстана по снижению информационного неравенства, Парк инновационных технологий «Alatau IT City», проект по предоставлению услуг широкополосного доступа к сети интернет и телефонии для пассажиров железных дорог, проектирование и внедрении инженерной инфраструктуры ЦОД, электронное правительство Казахстана и другое.

## Прогнозы
Прогнозируется среднегодовой темп роста до 2018 года на уровне 12,3%. При этом, доля казахстанского содержания вряд ли достигнет даже 50% за счет отсутствия в стране специалистов по разработке некоторых специализированных систем. В случае кризиса, скорее всего в госзаказе сократятся до минимума проекты по расширению информатизации и останутся только расходы на поддержку уже внедренных СИ. Растущая конкуренция за счет компаний, стремящихся в Казахстан из других стран, потребует от казахстанских СИ дальнейших конкурентных усилий, но в итоге это может стать фактором стимуляции роста.